# クレトン

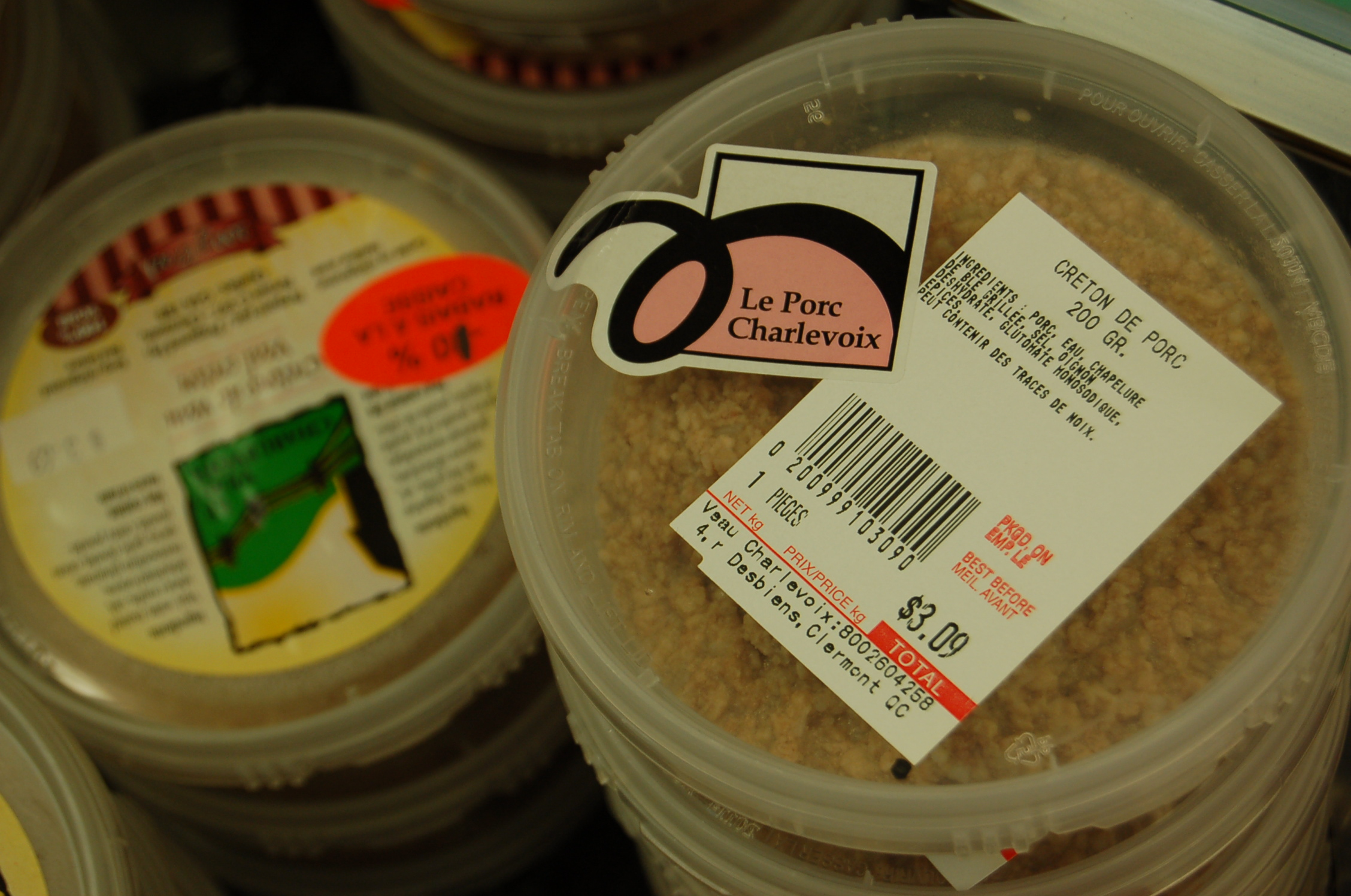
クレトン

クレトン（仏: Cretons）は、カナダケベック州の料理で、タマネギとスパイスを含む豚肉のスプレッドである。脂肪分が多く、フランスのリエットと似ている。クレトンは、ケベック州の伝統的な朝食でトーストに添えて出される。
製法は様々であるが、伝統的には、1から3ポンドの挽いた豚の尻肉を大きな鍋の中に牛乳または水とともに入れ、タマネギと数種のスパイスで味付けする。使われるスパイスの種類は様々であるが、シナモン、オールスパイス、ショウガ、ナツメグ、ローリエはたいてい使われ、ニンニクを入れることもある。弱火で鍋を加熱し、焦げないようにかきまぜながら煮詰まるまで加熱する。その後冷やし、脂肪がなじむように再びかきまぜ、きれいな容器に移し、固まるまで冷蔵庫で数時間冷やす。ゼラチンで固めるため、豚の髄が加えられることもある。